# Antonio Seveso
Antonio Seveso (Bollate, 24 novembre 1933 – San Giovanni Valdarno, 18 giugno 2001) è stato un calciatore italiano, di ruolo portiere.

## Carriera
Cresciuto nelle giovanili del Milan, con cui vinse due Tornei di Viareggio consecutivi, Seveso esordì in Serie A con i rossoneri il 1º febbraio 1953 nella partita Milan-Palermo 5-0.
Nell'estate del 1953 fu ceduto al Catania, dove rimase fino al 1960, anno del ritiro. Al primo anno in Sicilia fu tra i protagonisti della promozione in Serie A, ma l'anno successivo trovò poco spazio, giocando appena due partite nella massima serie per sostituire Bardelli e Pattini. Ritornò titolare nel 1957-1958, subentrando a Menozzi come nuovo portiere. Nel 1959-1960 è stato secondo di Gaspari nella stagione conclusasi con la promozione in Serie A.

## Palmarès

### Club

#### Competizioni giovanili
- Torneo di Viareggio: 2 [3]

Milan: 1952, 1953

#### Competizioni nazionali
- Campionato italiano di Serie B: 1

Catania: 1953-1954